# 七夕

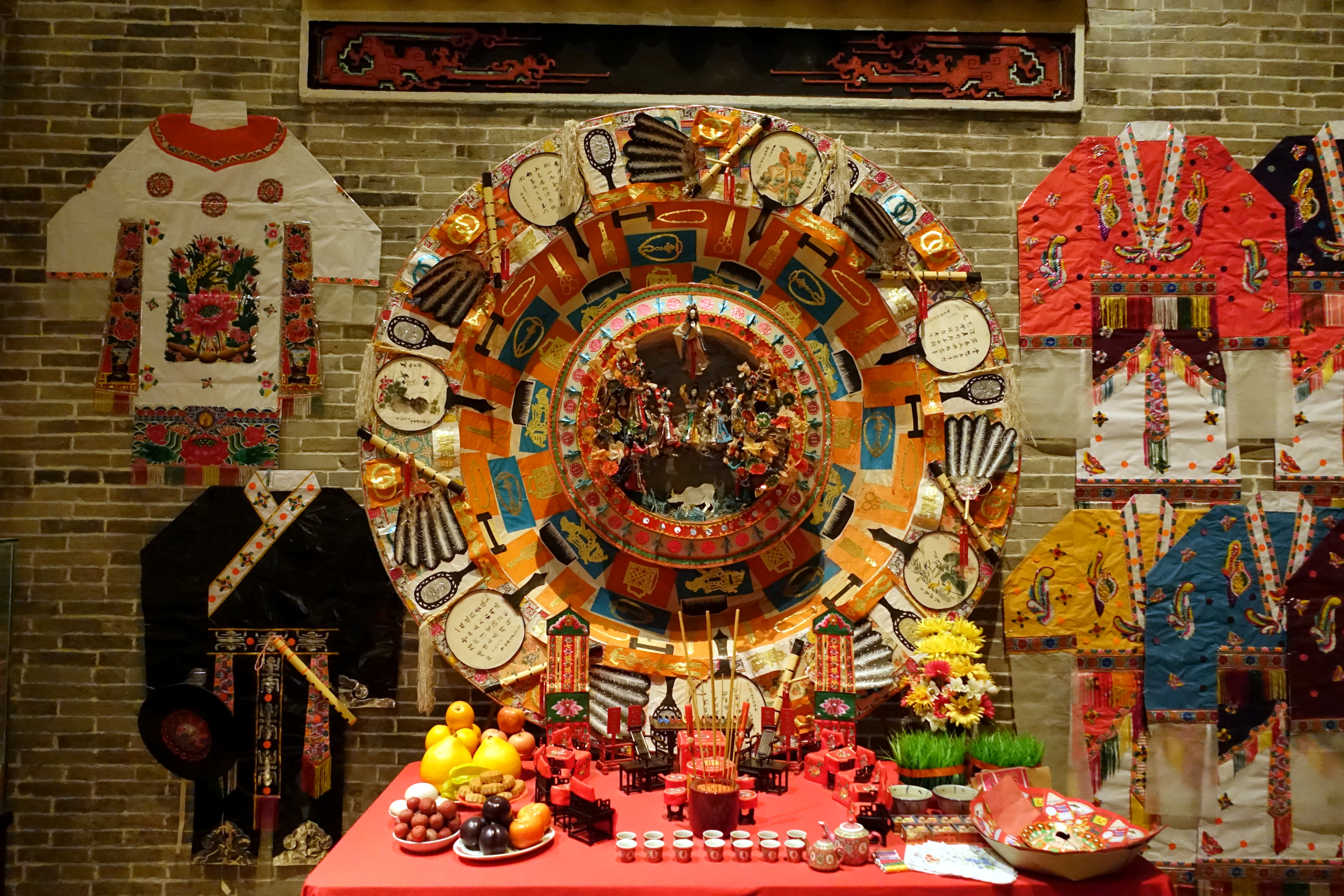
廣東、港澳七夕的祭品，包括紙紮七姐盤及獻給王母娘娘（左上）、牛郎（左下）、七姐及其六位姊姊的紙衣

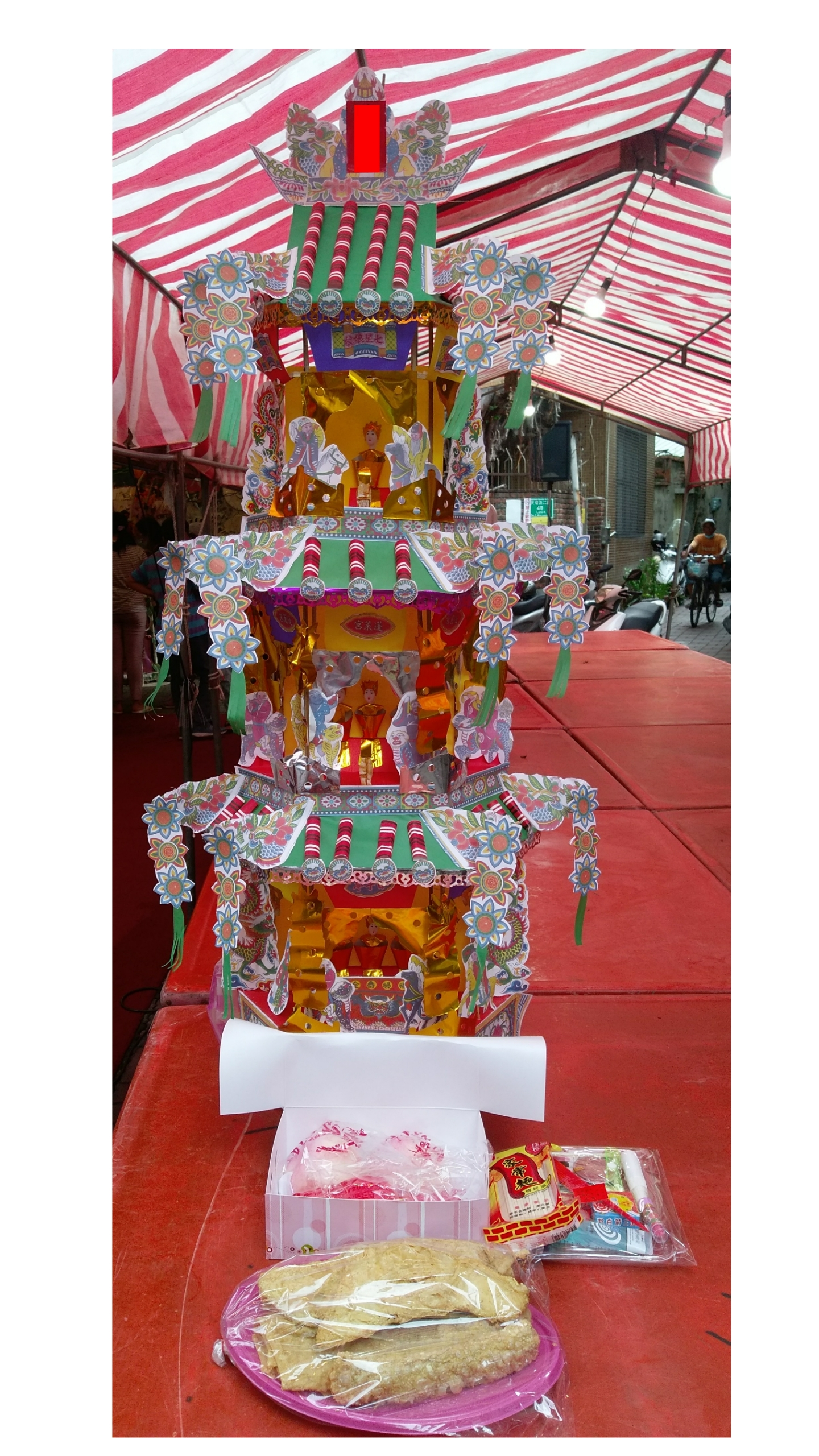
臺灣臺南開隆宮七夕祭品

七夕，又名乞巧節、七巧節、七姐誕、七娘生、七娘会、七姐节、牛公牛婆日等别称。發源於西周，最早可能追溯至東周的春秋戰國時期。當時七夕為祭祀牽牛星、织女星。当时的七月黄昏，织女星升上一年中的最高点，清晰可见。织女星與兩旁两颗较暗的星形成一个朝东方开口的样子，在此东面可见牛郎星。
汉朝以後，七夕開始与牛郎织女的故事联系起来，并正式成为属于適齡男女的节日。
七夕节起始于上古，普及于西汉，鼎盛于宋代。目前成為華人地區以及东亚各国的传统节日，日期被定在每年的农历七月初七，主要的習俗是乞巧、祈願、拜織女、吃巧果、染指甲、結紮巧姑等。流傳到日本亦是来自于牛郎與織女的传说。

## 由來
七夕节的形成与民间流传的牛郎与织女的故事有关，它最早可以渊源可能在春秋战国时期。當時的七夕為祭祀牽牛星、织女星。汉朝以後，開始与牛郎织女的故事联系起来，并且正式成为属于妇女的节日。
七夕节由星宿崇拜衍化而来，为中国传统意义上的七姐诞，因拜祭“七姐”活动在七月七晩上举行，故名“七夕”。经历史发展，七夕被赋予了“牛郎织女”的美丽爱情传说，使其成为了象征爱情的节日，从而被认为是中国最具浪漫色彩的传统节日。
七夕的“牛郎织女”来源于人们对自然天象的崇拜，上古时代人们将天文星区与地理区域相互对应，这个对应关系就天文来说称作“分星”，就地理来说称作“分野”。相传每年七月初七，牛郎织女会于天上的鹊桥相会。
织女星名称的由来可以从《诗经·豳风·七月》的“七月流火，九月授衣。”来推敲得知，由于九月是气候较为凉爽的晚秋，也是穿着寒衣的时节。九月授衣，则必须八月裁制，七月当然就是织妇们织布的时间。牛郎星名为牵牛，则有着“牺牲”的意思。《史记·天官书》：“牵牛为牺牲”，此指在祭典上宰杀的牛、羊之牲畜。古代在六月夏秋交接之时，正好是草木丰茂，用以贡献牧草给牲畜的时节；到八月则依据牲畜体格，观察哪些适合用以祭祀；九月则宰杀牲畜用以祭拜神明。
而《礼记·月令》称八月为“循行牺牲”，而此时织女星正好往西滑落，而牛郎星则升上天顶，宛若在追逐织女星般。七夕时牛郎织女的传说故事，背后应该有着配合时令与天文景象的源由。

## 節慶習俗
古时，七夕有晒书、晒衣的习俗，据说可以避免虫蛀。人们选择七月七日，天门洞开，阳光强烈，龙王爷“晒鳞日”此日暴晒衣服、棉被之类，以防虫蛀，读书人也往往在这一天曝晒书籍。汉后各地文化上的交流使节俗融合传播，主要的传统节日都已经普及全国。东汉崔实《四民月令》云：“七月七日，曝经书及衣裳，不蠹。” 
由於過往女子的針黹技術為生產力的一部份，每逢七姐誕，會向七姐獻祭，祈求自己能夠心灵手巧，名為“乞巧”。其間結會綵樓，預備黃銅製成七孔針，以五色細線對月迎風穿針，穿進了為之得久。漸漸七夕成為「女兒節」。而古人正月及八月、九月都可以乞巧，宋朝以後才有七夕乞巧。宋元时期，七夕乞巧节变得很隆重，有专门卖乞巧饰品的市场，称作乞巧市。

## 習俗

### 中国大陸

#### 江南
江南的刺绣女孩会在夜晚月光下，将一根绣花针轻轻放到一碗水面上，借助水的表面张力将针托浮，在月光照射下，针周围会出现水波纹，哪一个波纹最复杂，就会绣出最好的作品，有时针上穿有红丝，也是向七仙女“乞巧”。唐代诗人林杰的诗《乞巧》说：“七夕今宵看碧宵，牛郎织女渡河桥，家家乞巧望秋月，穿尽红丝几万条。”
江苏宜兴有七夕香桥会习俗。所谓香桥，是用各种粗长的裹头香（以纸包着的线香）搭成的长四五米、宽约半米的桥梁，装上栏杆，于栏杆上扎上五色线制成的花装饰。入夜，人们祭祀双星、乞求福祥，然后将香桥焚化，象征着双星已走过香桥，欢喜地相会。这香桥是由传说中的鹊桥传说衍化而来的。
浙江农村，流行用脸盆接露水的习俗。传说七夕节时的露水是牛郎织女相会时的眼泪，抹在眼上和手上，可使人眼明手快。
江苏一带的乞巧活动有净水视影，取净水一碗于阳光下曝晒，露天过夜，即捡细草棒浮于水中，视其影来定验巧拙。许多青年女子采用小针看水底针影来应验智愚的。 其他地区亦有汉族采用这种方式来应验巧拙智愚。
不少地区年轻女子喜在七夕时用树的液浆兑水洗头发，这项习俗和七夕“圣水”的信仰有关。人们认为七夕这天取泉水、河水就如同取银河水一样，具有洁净的神圣力量。有的地方直接叫它“天孙（即织女）圣水”。因此女性在这天沐髮，也就有了特殊意义，代表用银河里的圣水净发，必可获得织女神的护佑。湖南、江浙一带都有此记载，如湖南湘潭地区《攸县志》：“七月七日，妇女采柏叶、桃枝，煎汤沐髮。”而散文名家琦君（浙江籍）的《髻》也提到其母与叔婆等女眷在七夕沐髮。

#### 西南
染指甲為西南一带的七夕习俗。年轻姑娘们在节日时用树的液浆兑水洗头发，传说这样可以年轻美丽，对未婚女子而言还意味着找到如意郎君。

#### 胶东
胶东地区则多在七夕拜七神姐。妇女们穿上新装，欢聚一堂、盟结七姐妹；少女们则制作牡丹、莲、梅、兰、菊等带花的饼馍食品，称巧饼，用来祭祀织女。

#### 广东
在广东，人们六月便开始准备，把稻谷、麦粒、绿豆等浸在瓷碗里等待发芽。临近七夕便扎糊起一座鹊桥，还会制作各种精美的手工艺品。七夕之夜，人们在廳堂中摆放八仙桌，摆上各种精彩纷呈的花果制品和女红巧物。
据明清至民国时期部分书籍所载，广州姑娘于七夕中展示出来的巧艺，有一粒谷粒大小的绣花鞋、指甲大小的各式扇子，玲珑轻飘的小罗帐及特制的莲花、茉莉、玫瑰、夜合花等，花盆只有洒杯大小，盆内描有两朵花，一真一假，令人难以区别。到了初七晚，继续如昨晚一样祀神，称为“拜牛郎”，一般由男童主祭。
粤西部分乡村有在七月七日做籺拜神的习俗。根据传统习俗，人们先拜庙里的“老爷”（菩萨），再拜土地公。拜神的贡品一般有籺、三茶五酒、水果等。

#### 福建
- 閩都

在閩都地區，七夕這天有吃蠶豆風俗，在閩語裡，「塍」與「蠶」同音，人們認為分田豆可以把親情、愛情、友情、鄰里情牢牢纏住，七夕夜成了人們吃蠶豆、話家常、消舊怨、結友情的大好時光。
- 泉漳

在泉漳地區，七夕這天有吃石榴和用使君子煮蛋、肉，以及用红糖糯米飯以驅蟲防瘟疫等習俗；家中有小孩的家庭也會祭拜七娘媽。

#### 香港
現時在香港，仍然有少量家庭保留過往的傳統習俗，於七姐誕當日到紙紮店購買「七姐衣」、「七姐盆」，於當晚用來拜祭七姐。而過往日子的婦女，亦有在拜祭之時利用小蜘蛛、豌豆或綠豆等物品，祈求七姐暗示能否傳得手藝。
在坪洲、西貢及石籬各有一間七姐廟，坪洲的七姐廟名為仙姊廟，每年七月初六仍有不少善信前往拜七姐。

### 臺灣
在臺灣，織女為兒童的保護神，織女誕辰這天，要燒壽金、娘媽衣，準備油飯與麻油雞七碗，供織女和她的六位姊姊使用，若家中有還未上小學的幼兒，則會在這晚盛一碗油飯與雞酒，在幼兒睡覺的房間床上或床邊，祭祀床母，祈求小朋友身體健康，晚上不會失眠，還會焚燒紙錢四方金（或刈金）和床母衣，每年都要祭祀，不間斷，直至十六歲。在台南、鹿港還保有做十六歲成年禮。近年，傳統七夕民俗活動在臺灣已日漸式微，並且興起商業化的七夕情人節。但在廟方宣傳和地方政府的支持下，近年有越來越多的民眾參與傳統七夕民俗活動，七夕民俗開始復興。

### 海外華人
馬來西亞安順的華裔廣東客家移民，在七夕前一夜到七夕間，少女們會對菜籃姑問姻緣。

### 日本

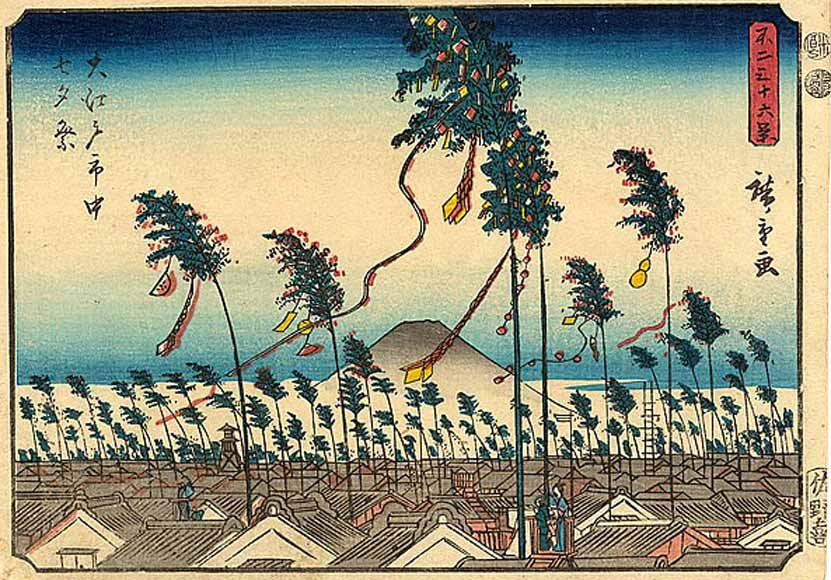
日本江戶時代的七夕，1852，歌川廣重

日本在明治维新之后便把农历七月初七改为公历七月七日庆祝。阴历的七月七日被日本人称为「旧七夕」。
琉球的習俗是掃墓、祭祖及曬書。

## 文化

### 文物

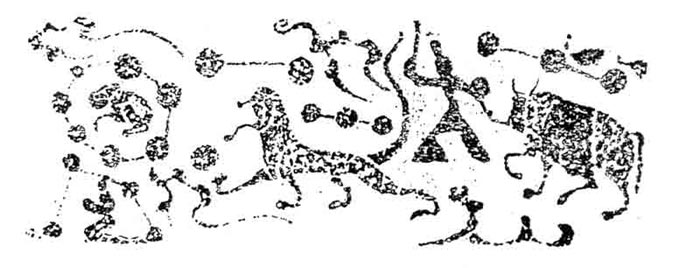

- 牛宿、女宿图（汉画像石）（汉代（前202年－220年），河南南阳南阳汉画馆）
- 青龙白虎、牛郎织女画像（汉代（前202年－220年），四川郫县新胜场出土）：主体为青龙白虎衔壁，龙虎上方刻牛郎牵牛，织女手执机梭。
- 乞巧图（北宋仿唐本，十世纪，纽约大都会博物馆藏）
- 汉宫乞巧图（宋代，李嵩，北京故宫博物院藏）
- 汉宫图（宋代，赵伯驹，台北國立故宮博物院藏）：此幅为一纨扇形式的小册页，画汉宫七夕故事，描写宫娥彩女们在天阶夜色凉如水的七夕，登上穿针楼乞巧习俗。
- 乞巧图（明代，仇英，台北國立故宫博物院藏）：此卷用白描法写出七夕夜间庭院中妇女们燃烛斋供的情景。
- 桐荫乞巧（清代，陈枚，月曼清游图册八月部分）：描绘了七月初七京中仕女“乞巧”的场面，七夕之夜，女人们以碗装水置于庭院，然后将一束针散放其中，人们争相观看在水中呈列的图案，据说图案的形状越好看，放针者的手就越灵巧。
- 缂丝七夕乞巧图轴（清代）：此图轴在本色地上彩缂七夕佳节牛郎、织女在天上鹊桥相会、人间妇女或凭栏远眺、或对空乞巧的场景。作品采用一至二色间晕的装饰方法，施以平缂、构缂、缂金等技法缂织。纹样大面积运用线条勾勒，然后填彩。图中的亭台楼阁、卷帘、卧榻和墙壁完全依照界画的程式用界尺画出。

### 詩詞
《诗经·小雅·大東》中有一首诗：
|  | 或以其酒，不认其浆；鞙鞙佩璲，不认其长。 维天有汉，鉴亦有光；跤彼织女，终日七襄。 虽则七襄，不成服章；睨彼牵牛，不认服箱。 东有启明，西有长庚，有救天毕，载施之行。 |

大意是说天上的织女星，坐在织布机旁，无心织绢，却一心一意地想着银河对岸的牵牛星，而为之眷念不已。可见在西周时代，就有了牛郎与织女爱情故事的想像与传说。
《史记·天官书》和《汉书·天文志》中，也都有牵牛、织女双星的记载。晋代宗懍的《荆楚岁时记》里，说织女是天帝的外孙女，七月七日夜晚与牵牛在银河相会，已经为这个恋爱的故事勾勒出一个鲜明的轮廓。
到了南北朝时，任眆在《述异记》中记载：“大河之东，有美女丽人，乃天帝之子，机杼女工，年年劳役，织成云雾绢缣之衣，辛苦殊无欢悦，容貌不暇整理，天帝怜其独处，嫁与河西牵牛为妻，自此即废织纴之功，贪欢不归。帝怒，责归河东，一年一度相会。”
这项记载准确讲他是从“古诗十九首”中获得灵感，其中的一首描写《迢迢牵牛星》， 比起《诗经》中的那首，更描绘得凄凄切切，道出了一对有情人，两地相思，愁昔满怀的悲凉况味：
|  | 迢迢牵牛星，皎皎河汉女；纤纤擢素手，扎扎弄机杼。 终日不成章，泣涕零如雨；河汉清且浅，相去复几许？ 盈盈一水间，脉脉不得语。 |

此外，干宝的《搜神记》中把天上的牛郎与织女双星，说成是汉代孝子董永夫妇的故事。南朝时吴均的《续齐谐记》里记载：“桂阳成武丁，有仙道，谓其弟曰：‘七月七日织女当渡河。’弟曰：‘何事渡河？’答曰：‘暂诣牛郎。’至今云：‘织女嫁牛郎也’。”
唐代白居易的《长恨歌》记述唐玄宗与杨玉环，以牛郎织女为例，共誓白头之约：
|  | 七月七日长生殿，夜半无人私语时；在天愿作比翼鸟，在地愿为连理枝。 |

北宋秦观专门写过一首《鹊桥仙》：
|  | 纤云弄巧，飞星传恨，银汉迢迢暗度。 金风玉露一相逢，便胜却人间无数。 柔情似水，佳期如梦，忍顾鹊桥归路？ 两情若是久长时，又岂在朝朝暮暮。 |

唐代杜牧的《秋夕》描写一名宫女在七夕之夜的寂寞苦闷：
|  | 银烛秋光冷画屏，轻罗小扇扑流萤。 天阶夜色凉如水，卧看牵牛织女星。 |

### 食物
巧果：七夕乞巧的应节食品，以巧果最为有名。巧果又叫“乞巧果子”，款式极多。“乞巧果子”是七夕节的传统祭品和美点。七夕晚上人们把“乞巧果子”端到庭院，全家人围坐，品尝做“巧果”人的手艺。现在这种习俗在许多地方都已经不流传了，“乞巧果子”这种传统食品，也演变成多种花色糕点。
酥糖：在中国一些地方的糕点铺，这一天还要制作一些织女形象的酥糖，俗称“巧人”“巧酥”，出售时又称为“送巧人”，民间认为，吃了这种“酥糖”的人会变得心灵手巧。
巧巧饭：在中国山东，这一天要吃巧巧饭，乞巧的风俗十分有趣：七个要好的姑娘集粮集菜包饺子，把一枚铜钱、一根针和一个红枣分别包到三个水饺里，乞巧活动以后，她们聚在一起吃水饺，传说吃到钱的有福，吃到针的手巧，吃到枣的早婚。
瓜果：在福建，七夕节时要让织女欣赏、品尝瓜果，以求她保佑来年瓜果丰收。供品包括茶、酒、新鲜水果、五子（桂圆、红枣、榛子、花生、瓜子）、鲜花和妇女化妆用的花粉。一般是斋戒沐浴后，大家轮流在供桌前焚香祭拜，默祷心愿。

## 延伸阅读
[在维基数据编辑]
 《欽定古今圖書集成·曆象彙編·歲功典·七夕部》，出自陈梦雷《古今圖書集成》

## 外部連結
- 七夕傳統習俗
- 牛郎織女傳說演變